# Alfauir
Alfauir település Spanyolországban, Valencia tartományban. Alfauir Ador, Almiserà, Palma de Gandía, Rótova és Castellonet de la Conquesta községekkel határos. Lakosainak száma 489 fő (2024).

## Népesség
A település lakosságának változását az alábbi diagram mutatja:
| Lakosok száma | 351  | 381  | 437  | 451  | 427  | 438  | 448  | 437  | 479  | 489  |
|               | 2001 | 2004 | 2007 | 2009 | 2012 | 2014 | 2017 | 2019 | 2022 | 2024 |